# Archimandryta
Archimandryta (gr. ἀρχιμανδρίτης archimandrites – "przełożony owczarni" od ἀρχι- archi- – "pierwszy" oraz μάνδρα mándra – "zagroda, owczarnia") – w okresie wczesnego chrześcijaństwa opiekun klasztorów na terenie danej diecezji. Obecnie tytułu tego używa się w Cerkwi prawosławnej i w niektórych wschodnich Kościołach katolickich.
Jest to przełożony większego klasztoru / monasteru albo kilku klasztorów, co w kościele Zachodu odpowiada mniej więcej opatowi. Tytuł bywa również honorowy, nadawany dygnitarzom patriarchatów, którzy są mnichami – wtedy mniej więcej odpowiada godności prałata.
Godności archimandryty udziela władza kościelna: metropolita, arcybiskup, biskup, w Kościele katolickim papież; archimandrytów typu „zakonnego” ustanawiają także większe klasztory w drodze wyboru.
Archimandryta ma prawo do używania w stroju chórowym mantii. W stroju liturgicznym ma prawo używania mitry  z czarnym zwieńczeniem, ale – w przeciwieństwie do biskupów – bez krzyża i żezła (pastorału).